# غل ويران
غل ويران (بالفارسية: گل‌ویران) هي منطقة سكنية تقع في قسم تشاراويماق المركزي في إيران. يقدر عدد سكانها بـ 83 نسمة .